# Tåkern
El lago Tåkern es un lago en Condado de Östergötland, Suecia. Está considerado como uno de los principales lagos del norte de Europa en cuanto especies ornitológicas. Tiene 12 km de longitud máxima y 8 km de anchura, con una profundidad media de solo 0.8 metros. El lago se extiende unos 20 kilómetros al oeste de Mjölby, estando limítrofe en el oeste con Omberg. La totalidad del lago, junto con sus playas circundantes, han sido declaradas Reserva natural desde 1975. Desde abril a finales de julio, no está abierto al público, excepto las áreas visitables y rutas a pie.
La historia del lago como refugio de aves está unida al descenso del nivel de las aguas del lago entre 1842 y 1844. Un gran número de especies de aves se beneficiaron de esto. En la década de 1960 se realizaron actuaciones para provocar un cambio en los niveles del agua para evitar grandes oscilaciones.
El 5 de diciembre de 1974, en la primera declaración de sitios Ramsar del país, fueron protegidas 5421 ha  (n.º ref. 23).